# Матијас Третенес
Матијас Третенес (норв. Mathias Trettenes — Ставангер, 8. новембар 1993) професионални је норвешки хокејаш на леду који игра на позицијама левог крила и центра.
Члан је сениорске репрезентације Норвешке за коју је на међународној сцени дебитовао на светском првенству 2015. године.
Петоструки је првак Норвешке са екипом Ставангер ојлерса.